# Douglas 1211-J
El Douglas 1211-J fue un diseño de avión bombardero desarrollado por el fabricante estadounidense Douglas, para competir con el diseño del Boeing B-52 por un contrato principal de la Fuerza Aérea de los Estados Unidos, entre 1946 y 1954.

## Desarrollo y diseño
El diseño del Model 1211-J tenía 48,8 m de largo, con una envergadura de 69,2 m, y estaba equipado con cuatro motores turbohélice. El avión fue diseñado alrededor de una nueva bomba convencional de 19504,5 kg, pero también podía llevar armas nucleares. Incluso podía llevar sus propios cazas de escolta, como parásitos bajo sus alas. Los motores de estos cazas iban a encenderse para asistir al bombardero durante el despegue, repostándose los cazas mientras estuvieran anclados en los soportes subalares del nodriza.

## Especificaciones
Referencia datos: American Secret Projects

### Características generales
- Tripulación: Nueve.
- Longitud: 48,92 m
- Envergadura: 69,34 m
- Peso cargado: 146060 kg
- Planta motriz: 4× turbohélice Pratt & Whitney J57. cada uno.

### Rendimiento
- Velocidad nunca excedida (Vne): 833 km/h
- Alcance: 20372 km
- Techo de vuelo: 15240 m (50000 pies)

### Armamento
- Cañones: 

  - 2 de 20 mm
- Bombas: 

  - 4x bomba de 907 kg
  - 2x bomba TV